# Charo Sádaba
Charo Sádaba Chalezquer (Pamplona, 1972) es una periodista española.Doctora en Comunicación y catedrática de Publicidad en la Facultad de Comunicación de la Universidad de Navarra, de la que es decana desde junio de 2017. Está considerada como un referente en la investigación sobre el impacto de la tecnología en niños y adolescentes. Defensora del Lector del diario ABC (2023).

## Vida
Aunque nacida en la capital foral, vivió toda su infancia en Cárcar (Navarra). A los doce años se trasladó con su familia a Pamplona. Tras licenciarse en la Facultad de Comunicación de la Universidad de Navarra estuvo en Boston donde realizó estudios predoctorales y en Nueva York, donde trabajó como interna en la unidad de New Media de BBDO en 1996. En 1999 obtuvo su doctorado con una tesis sobre “La comunicación comercial en la world wide web”. 

## Líneas de investigación
Su investigación se centra en el impacto de la tecnología en la inversión publicitaria y sus efectos sobre los modelos de negocio de los medios y sobre los usuarios de internet, así como el impacto de la tecnología específicamente en el público joven, dentro de la línea de investigación de la Facultad en ‘Comunicación y nuevas tecnologías’.

### Proyectos de investigación
Desde 2001, ha participado en proyectos de investigación cualitativos y cuantitativos sobre el impacto de las TIC en la juventud con un alcance internacional. Además de varios artículos y capítulos de revistas, es coautora de "La generación interactiva en Iberoamérica", dos informes (2008 y 2010) que reflejan el estado del arte de la adopción de las TIC entre menores en ocho países de América Latina.
Fue Vice Chair de la red COST A20 “The Impact of the Internet on Mass Media” entre 2001 y 2004  y National Expert en el proyecto POSCON entre 2012 y 2014.
Participó y codirigió el proyecto Generaciones Interactivas, financiado por Telefónica Internacional, y fue IP del proyecto I+D+I “Innovación y desarrollo de los cibermedios en España. Modelos de negocio y coordinación multiplataforma ” entre 2013 y 2016. Actualmente codirige el proyecto “Cultura emocional e identidad” en el ICS y participa en el proyecto de investigación “Usos y preferencias informativas en el nuevo mapa de medios en España: Audiencias, empresas, contenidos y gestión de la reputación en un entorno multipantalla”. 
Ha sido revisora de proyectos de investigación para la Comisión Europea y para las agencias nacionales de Irlanda, Chipre, Italia y Bélgica. Ha sido miembro del panel de expertos del programa ACADEMIA de la ANECA y experta independiente del programa Safer Internet de la Comisión Europea. 
Como Vicedecana de Investigación, impulsó y coordinó la creación de @digitalunav - Center for Internet Studies and Digital Life  de la Facultad de Comunicación de la Universidad de Navarra; centro que participa en el proyecto #JOLT  el mayor proyecto europeo de investigación en periodismo de datos y transformación digital, y que ha recibido la mayor financiación de la Comisión Europea hasta la fecha para un proyecto de investigación en Comunicación -3,9 millones de euros- a través de una beca Marie Skłodowska-Curie.
Publicó el estudio "Menores y sitios de redes sociales en España" en 2011, y algunos libros y materiales para padres y educadores sobre este tema en particular. Sádaba comparte el puesto de investigadora principal con Ana Marta González en el Proyecto de Identidad e Cultura Emocional (Instituto de Cultura y Sociedad - Universidad de Navarra).

## Labor docente
Su docencia ha estado siempre vinculada a las áreas de Comunicación Digital, Publicidad y Marketing tanto en grado como en posgrado. También imparte clases en programas oficiales y propios en varias universidades nacionales e internacionales, públicas y privadas.
Desde 2010 ha sido Vicedecana de Investigación y Posgrado y previamente, desde 2004, Directora del Departamento de Empresa Informativa. Ha sido Coordinadora del Grado de Publicidad y Relaciones Públicas y del Grado en Marketing.
Conjuga su actividad docente e investigadora con una intensa labor de divulgación en el ámbito de los niños y adolescentes en el entorno digital. Es autora de libros y artículos sobre el tema, asesora a empresas e instituciones educativas y ha impartido numerosas conferencias y talleres en todo el mundo para educadores, padres y madres y adolescentes.

## Reconocimientos
- Top 100 de Mujeres Líderes, en la categoría de Pensadoras y Expertas,[13] por "ser un referente en la investigación sobre la tecnología en niños y adolescentes", otorgado por la Plataforma Mujeres&Cia (2018)[14]